# Veronica Necula
Veronica Necula (Târgoviște, 1967. május 15. –) világbajnok és olimpiai ezüstérmes román evezős.

## Pályafutása
Az 1988-as szöuli olimpián nyolcasban ezüst-, kormányos négyesben bronzérmet szerzett társaival. 1986-ban egy világbajnoki bronz-, 1987-ben két világbajnoki aranyérmet nyert.

## Sikerei, díjai
- Olimpiai játékok
  - ezüstérmes: 1988, Szöul (nyolcas)
  - bronzérmes: 1988, Szöul (kormányos négyes)
- Világbajnokság
  - aranyérmes (2): 1987 (nyolcas és kormányos négyes)
  - bronzérmes: 1986 (kormányos négyes)